# Blind Guardian
Blind Guardian es un grupo alemán de power metal fundado en 1984 en la ciudad de Krefeld, en ese entonces Alemania Occidental, originalmente bajo el nombre de Lucifer's Heritage.
Esta banda ha recibido la influencia de grupos como Helloween, Uriah Heep  y  Queen, entre otras citadas por el grupo en diversas entrevistas.

## Historia
La historia de Blind Guardian comienza en 1986 en la ciudad de Krefeld, Alemania, cuando Hansi Kürsch y André Olbrich deciden formar una banda de Power metal. Con Hansi a la voz y al bajo, André en la guitarra, Marcus Dörk como segunda guitarra, Thomen "The Omen" Stauch en la batería graban su primera maqueta titulada Symphonies of Doom bajo el nombre de Lucifer's Heritage. Aunque la maqueta pasa inadvertida, en el año 1987 sacan otra llamada Battalions of Fear, con Christoph Theissen en la segunda guitarra y Hans-Peter Frey en la batería. Esta segunda maqueta tendría una mejor acogida y consigue firmar con el sello independiente No Remorse. En ese momento deciden cambiar el nombre de la banda por el de Blind Guardian y ya cuentan en sus filas con Marcus Siepen, en reemplazo de Christoph Theissen, y Thomas Stauch retoma las baquetas.
El primer disco oficial de la banda lleva el nombre de Battalions of Fear, y sale a la venta a comienzos de 1988. Musicalmente hablando es considerado como speed metal, y en este álbum están presentes temas basados en la literatura fantástica como la obra de J. R. R. Tolkien y de Stephen King. Su segundo álbum, Follow The Blind, que se lanza en el año 1989, cuenta con la colaboración de Kai Hansen, entonces guitarra de Helloween. Siguiendo la línea del disco predecesor, la referencia a la fantasía está presente, aludiendo a la obra de Michael Moorcock en algunas de sus canciones. Para mediados de 1990 la banda lanza el álbum Tales From The Twilight World que los consolidaría dentro de la escena del heavy metal alemán. Se aprecia un cambio musical que va acercándose a su estilo característico. De nuevo hay referencias a la obra de Tolkien y de Stephen King en las letras y de nuevo la colaboración de Kai Hansen, que por aquel entonces ya militaba en Gamma Ray, en Lost in the Twilight Hall. También hay un tema dedicado a la novela Dune, de Frank Herbert, Traveller In Time. Este disco fue el primero que contó con portada de Andreas Marschall, ilustrador muy vinculado a la historia de la banda. A mediados de 1992 y bajo el sello discográfico Virgin sale a la luz Somewhere Far Beyond con nuevas referencias a obras de la literatura fantástica y al cine de ciencia ficción como Blade Runner. Se parece al anterior, pero se incluyen más guitarras acústicas y otros instrumentos como gaitas. Muchos fanes consideran que el estilo propio de la banda definitivamente se fragua en este disco. Destaca el tema que a partir de entonces se convierte en el auténtico himno para los fanes del grupo: The Bard's Song (In the Forest). El disco de nuevo cuenta con la colaboración de Kai Hansen en The Quest for Tanelorn.
En 1993 sale a la venta el primer álbum en vivo del grupo, Tokyo Tales, grabado durante su gira por Japón, que hace un repaso a los mejores temas del grupo. Su quinto álbum se lanza en 1995 bajo el título de Imaginations From The Other Side y viene precedido por el sencillo A Past And Future Secret. Para muchos su mejor disco, muestra a la banda en su cénit interpretativo. Continúan las referencias a los libros de fantasía, como al ciclo artúrico, al ciclo del  guerrero del ocaso o al afamado Ciclo de la Puerta de la Muerte. 1996 es el año de The Forgotten Tales, un disco de rarezas, donde se incluyen algunas caras B y versiones alternativas o acústicas de algunas de las canciones del grupo, así como versiones de otros grupos. Previamente se lanza el segundo sencillo titulado Mister Sandman. Durante 1997, Thomas Stauch colabora con Iron Savior, banda formada por Piet Sielck y completada con Kai Hansen. Por su parte Hansi junto con Jon Schaffer, guitarrista de Iced Earth, dan inicio al proyecto que luego sería Demons & Wizards.
En 1998, Blind Guardian saca un álbum dedicado por entero a El Silmarillion, obra de J. R. R. Tolkien. El título del disco es Nightfall in Middle-Earth y su correspondiente sencillo lleva el título de una de las canciones del álbum, «Mirror Mirror». La trayectoria de la banda se va volviendo ligeramente más melódica, y como álbum conceptual, se incluyen numerosos interludios narrados o instrumentales. En Nightfall in Middle-Earth Hansi deja el bajo y Oliver Holzwarth, hermano del baterista de Rhapsody of Fire, lo reemplaza hasta la fecha. Aunque Holzwarth graba el bajo en todos los discos posteriores y participa en todas las giras, sólo es considerado como músico invitado.
Durante el año 2000 corrió el rumor en Internet de que Blind Guardian podría participar en la banda sonora original de las películas de El Señor de los Anillos de Peter Jackson. El director se interesó por el trabajo del grupo tras ver que era uno de los candidatos más votados a través de Internet, y pidió una demo a la discográfica. El grupo finalmente decidió concentrarse en su próximo álbum, como el propio Marcus Siepen afirmó: «En ese momento estábamos trabajando en las canciones de A Night at the Opera y, si hubiéramos tenido que hacer la banda sonora, no habría existido disco de Blind Guardian en 2002». No obstante, el grupo lleva varios años preparando un disco orquestal sobre El Señor de los Anillos que, en palabras del propio Hansi: «No será una banda sonora de heavy metal ni al estilo Hollywood, será algo simplemente más allá de nuestra imaginación».
Después de un largo descanso, en 2002 sale el álbum que llevaría como nombre A Night at the Opera. Junto al disco sale el sencillo And Then There Was Silence que incluía el tema homónimo de 14 minutos de duración. Destaca el barroquismo del álbum, es un disco elaborado y complejo, de corte progresivo, que divide a los fanes de la banda: los que gustan de esa experimentación y los que preferirían la vuelta a sonidos más clásicos.
De la gira mundial de este disco nace un nuevo álbum en vivo. Este disco doble lleva el sencillo nombre de Live, y sale a la venta en 2003, previo lanzamiento del sencillo The Bard's Song (in the forest), donde se incluye una nueva versión de la mítica canción además de diversas versiones en vivo de la misma. En 2003 se convierten en el primer grupo que organiza un festival de música, el Blind Guardian Open Air Festival, en la ciudad alemana de Coburg, los días 13 y 14 de junio. Blind Guardian fueron cabeza de cartel los dos días.
En 2004 salió un DVD con el festival y algunas escenas de la gira anterior, llamado Imaginations Through The Looking Glass.
En 2005 el batería de la banda, Thomen Stauch abandona la formación por diversas discrepancias respecto a como deberían continuar su trabajo, formando el grupo Savage Circus. A finales de año es sustituido por Frederik Ehmke, un batería nacido en Malsch (Alemania), prácticamente desconocido hasta entonces. También en este año ve la luz el segundo proyecto de la colaboración Demons & Wizards, el nuevo álbum recibe el nombre de Touched by the Crimson King. En este disco hay nuevas referencias a la obra de Stephen King. En 2006 editan un nuevo disco, A Twist in the Myth, precedido de un nuevo sencillo, «Fly». El segundo sencillo fue «Another Stranger Me». El nuevo álbum sigue con los sonidos típicos del anterior disco, pero al mismo tiempo supone un pequeño retorno al sonido de sus años más clásicos. Blind Guardian ha participado en la banda sonora del videojuego Sacred 2: Fallen Angel, con una aparición del grupo caracterizado dentro del propio juego. También recientemente ha participado en la banda sonora de la película En el nombre del rey, con su balada «Skalds and Shadows».
Su siguiente álbum, titulado At the Edge of Time fue publicado el 31 de julio de 2010 en todo el mundo excepto en Estados Unidos, donde se publicó el 24 de agosto. Fue precedido por el sencillo «A Voice in the Dark», publicado el 25 de junio de 2010. El álbum cuenta con 10 temas. Las canciones «War of the Thrones» y «A Voice in the Dark» incluidas en este álbum hacen referencia a la serie de George R. R. Martin Canción de Hielo y Fuego. Las canciones «Ride into Obsession» y «Wheel of Time» están basadas en la obra de Robert Jordan La rueda del tiempo.
En 2011 dieron una gira por Iberoamérica promocionando su última producción, en países como Argentina, Brasil, Chile, Colombia, Venezuela, Costa Rica, El Salvador, Guatemala y México.
En el año 2012 publicaron su undécimo disco, llamado Memories of a Time to Come, un recopilatorio de los 25 años de carrera de los músicos. En julio de ese año anuncian un descanso fuera de los escenarios, hasta que, a primeros de noviembre de 2014, anuncian el que será su decimosegundo disco, el décimo trabajo de estudio de la banda alemana, que llevará el nombre de Beyond the Red Mirror. Se trata de un álbum conceptual que sigue la línea que empezó marcando Imaginations from the Other Side en 1995, y que vio la luz el 30 de enero de 2015 en Europa y unos días después en Norteamérica. El disco, si bien mantiene la potencia de su predecesor, vuelve a retomar la línea progresiva y experimental que empezaron con A Night at the Opera, contando en la grabación del disco con varias orquestas y coros y volviendo a emplear en sus canciones progresiones complejas y estructuras más intrincadas. Esto volvió a dividir a los fanes de la banda entre los que apreciaban este nuevo sonido progresivo y ambicioso y los que preferían el estilo más clásico de los dos discos anteriores.
En 2017 se planea lanzar Live Beyond The Spheres, el nuevo álbum en directo de la banda. Contó con tres discos grabados durante la última gira de la banda. En julio del año 2021, la banda anuncia que su nuevo bajista es el neerlandés Johan van Stratum.
En 2022, la banda lanza su último disco The God Machine, que incluye 9 canciones.

## Miembros

### Actuales

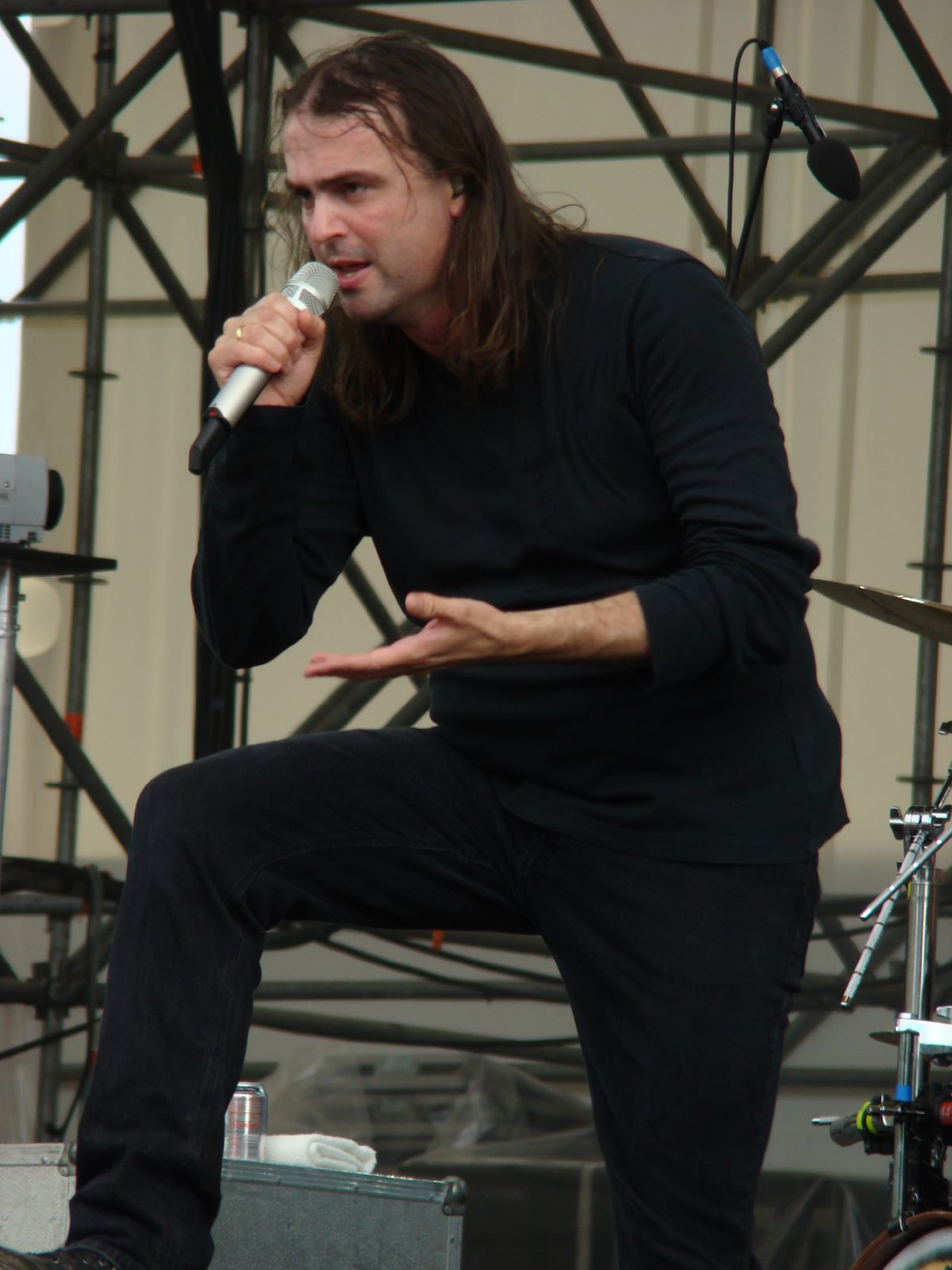
Hansi Kürsch voz, bajo 1986 - actualidad
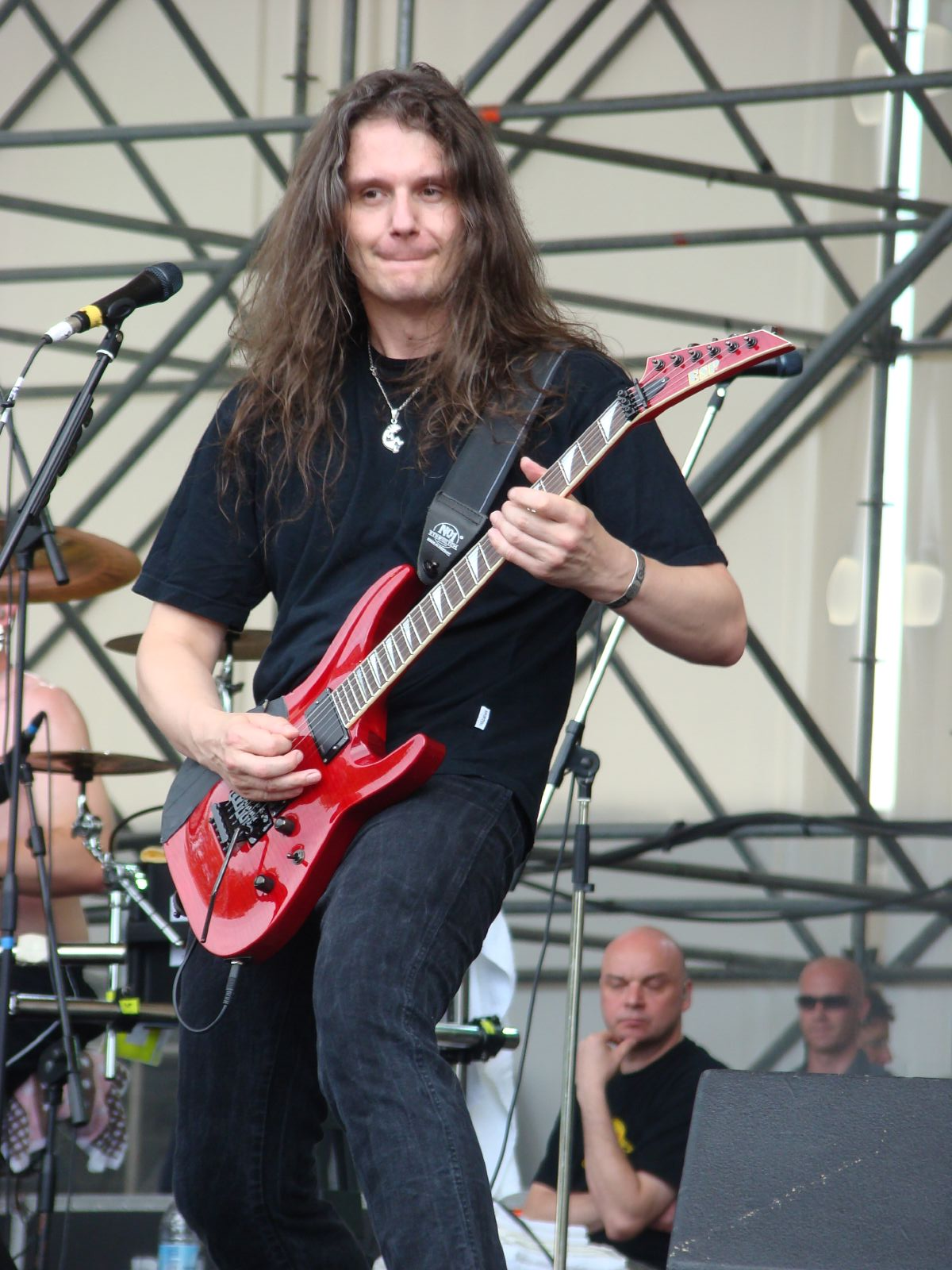
André Olbrich guitarra 1986 - actualidad
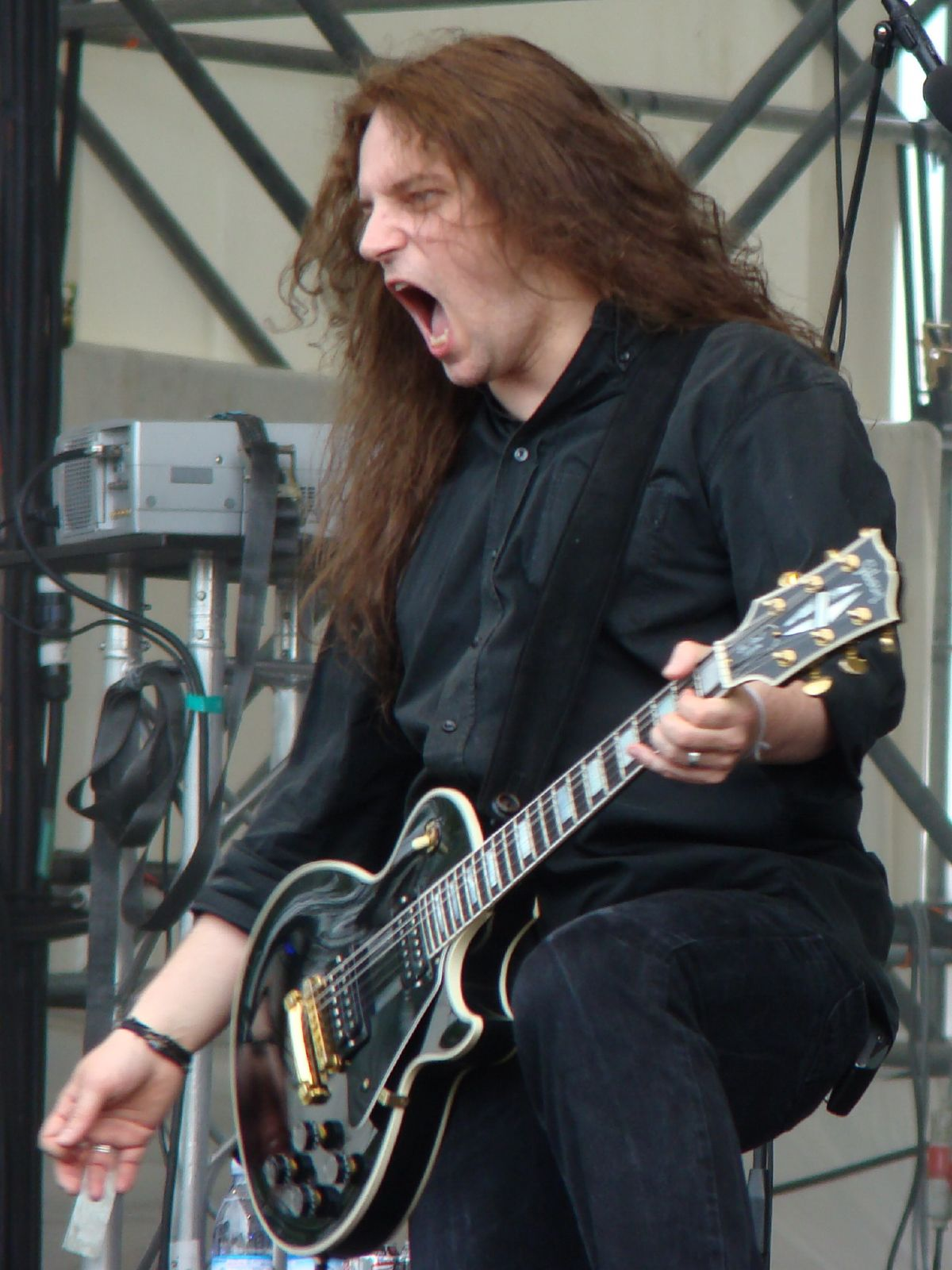
Marcus Siepen guitarra 1987 - actualidad
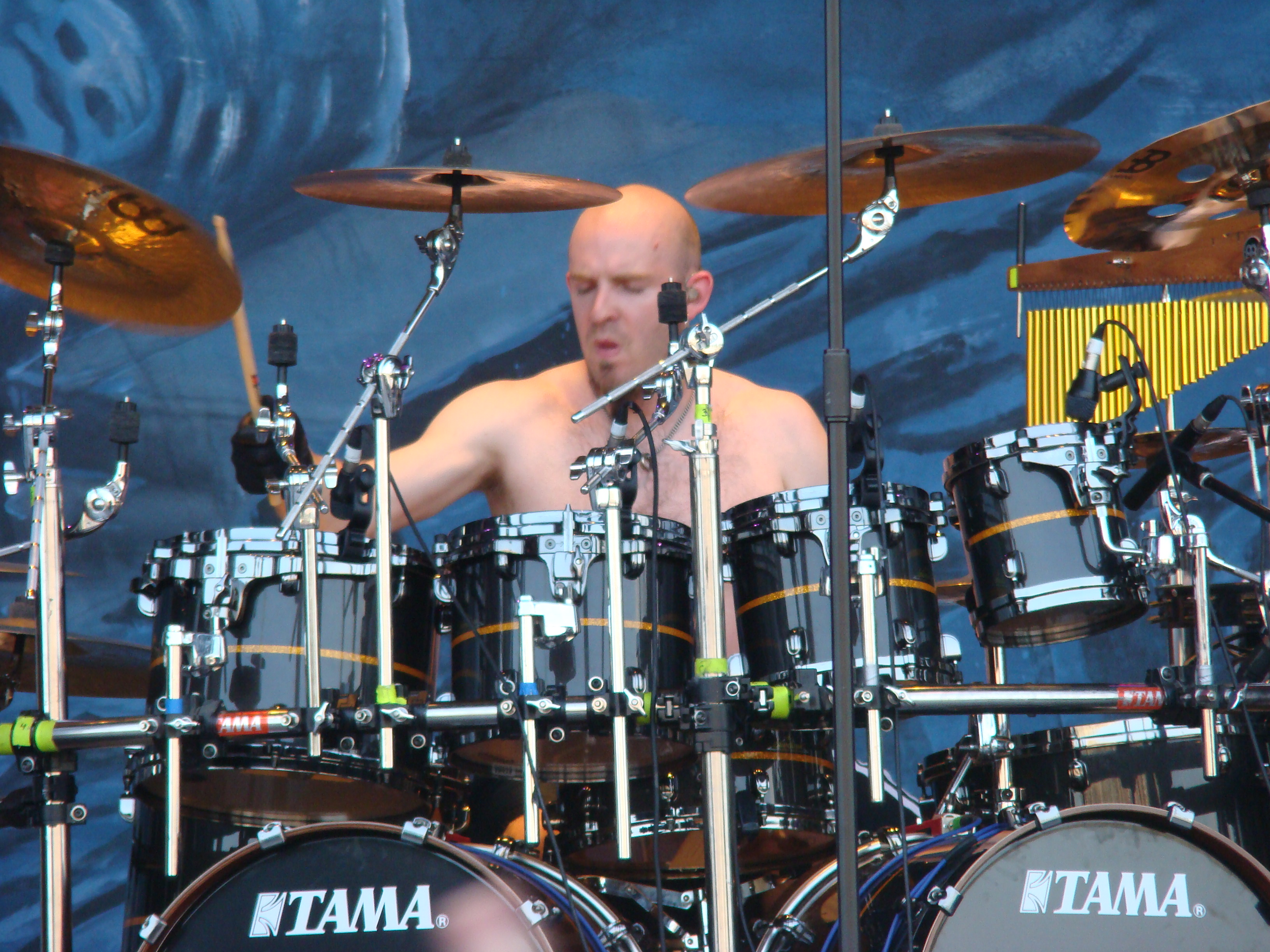
Frederik Ehmke batería 2005 - actualidad
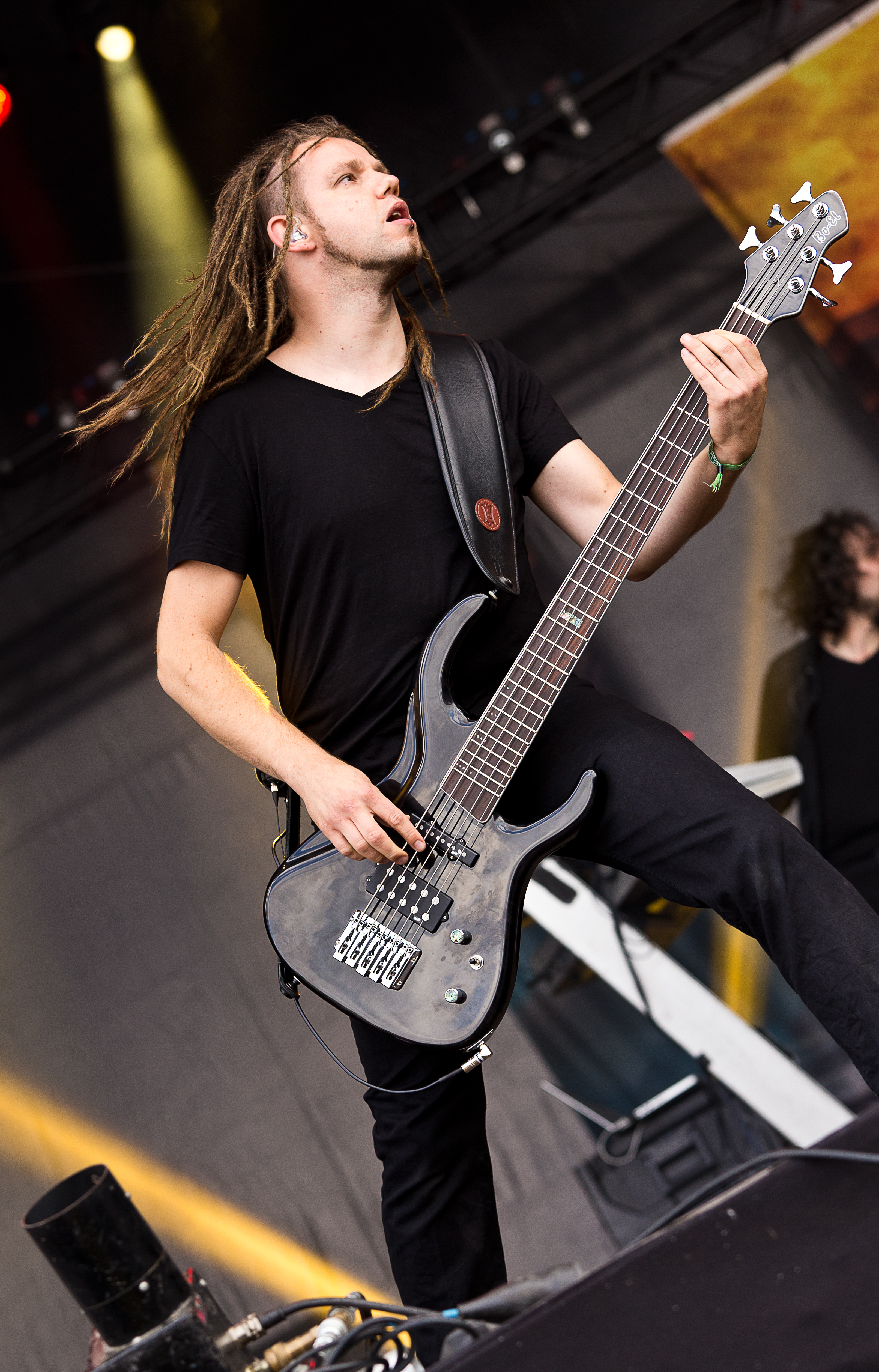
Johan van Stratum bajo 2021 - actualidad

### Anteriores
- Thomas Stauch: batería (1986-2005)
- Markus Dörk: guitarra en Lucifer's Heritage (1986-1987)
- Hans-Peter Frey: batería en Lucifer's Heritage (1987-1988)
- Christoph Theissen: guitarra en Lucifer's Heritage (1987-1988)

### Invitados
- Kai Hansen: voz (Follow the Blind, 1989)
- Oliver Holzwarth: bajo (desde 1997)
- Mathias Wiesner: teclado
- Alex Holzwarth: batería (en directo ocasionalmente en 2002-2003 por lesión de Thomas Stauch)

## Principales influencias
El grupo está influido principalmente por:
- Queen[10]
- Deep Purple
- Genesis
- Uriah Heep
- Judas Priest
- Metallica
- Black Sabbath
- Iron Maiden
- Helloween
- Motörhead
- Manowar

## Discografía

#### Como Blind Guardian
- 1988: Battalions of Fear
- 1989: Follow the Blind
- 1990: Tales from the Twilight World
- 1992: Somewhere Far Beyond
- 1995: Imaginations from the Other Side
- 1998: Nightfall in Middle-Earth
- 2002: A Night at the Opera
- 2006: A Twist in the Myth
- 2010: At the Edge of Time
- 2015: Beyond the Red Mirror
- 2022: The God Machine
- 2024: Somewhere Far Beyond - Revisited

#### Como Blind Guardian's Twilight Orchestra
- 2019: Legacy of the Dark Lands